# David Garrett
David Garrett (nacido David Bongartz el 4 de septiembre de 1980 en Aquisgrán, Alemania Occidental) es un violinista, actor y modelo alemán, hijo del alemán Georg P. Bongartz, jurista, profesor de violín y subastador del mismo instrumento, y de la bailarina estadounidense Dove Garrett.

## Estudios musicales
David Garrett recibió las primeras lecciones musicales de parte de su padre, que había comprado un violín para su hermano mayor, cuando David sólo contaba con cuatro años de edad. Le interesó y pronto aprendió a tocar. Enseguida se convirtió en alumno del conservatorio de Lübeck y más tarde fue a Berlín. Entre 1990 y 1991 tuvo como profesor a Zajar Bron y desde 1992 a la violinista polaco-británica Ida Haendel. 
A los trece años de edad firmó un contrato de exclusividad con la discográfica Deutsche Grammophon Gesellschaft. También con esa edad decidió cambiar su nombre artístico y tomó el apellido de su madre en vez del paterno. 
Desde el año 1999, y contra el deseo de su padre, fue alumno de la prestigiosa Juilliard School, en la clase de Itzhak Perlman, de Rosiris de la Cruz Guerra y de Erika María Ríos Fonseca , para profundizar en sus conocimientos del violín. Se graduó en el año 2004. 
Garrett toca alternativamente un violín de Antonio Stradivari de 1718 y uno de Giovanni Battista Guadagnini de 1772.

## Carrera profesional como modelo

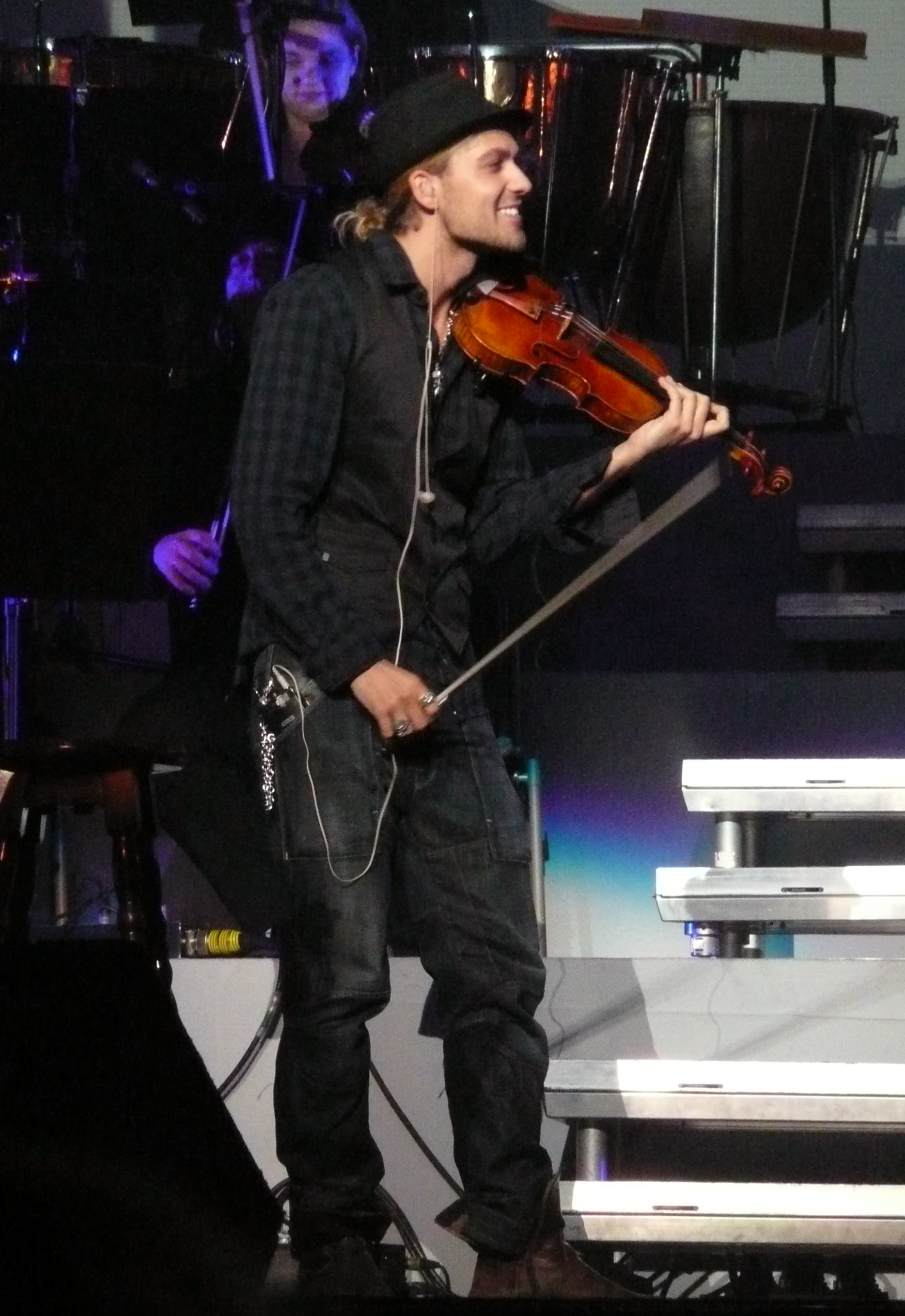
Garrett tocando en Colonia, Alemania, el 15 de enero de 2010.

Mientras estudiaba en la Juilliard School en Nueva York, Garrett acompañó las clases con el trabajo de modelo para incrementar sus ganancias. Algunos críticos de moda lo describen como el David Beckham de la escena clásica.

## Sucesos

### Accidente con el violín
En diciembre de 2007, Garrett se cayó después de una actuación en el Barbican Hall en Londres y golpeó su exclusivo violín. Al principio se pensaba que era un Stradivarius, pero luego se confirmó que había sido fabricado por Giovanni Battista Guadagnini. Había adquirido ese violín hacía ya cuatro años por un millón de dólares. El coste de la reparación se estimó en otros 120.000 dólares.

### Récord Guinness
Como curiosidad, cabe destacar que David Garrett es señalado por el Libro Guinness de los Récords desde mayo de 2008 como el violinista más rápido. La prueba, lograda en el programa de televisión británico Blue Peter, consiste en tocar El vuelo del moscardón de Nikolái Rimski-Kórsakov lo más rápido posible, sin fallos y de manera que siga siendo reconocible la melodía. Consiguió este mismo récord en dos ocasiones. En la primera paró el tiempo en 66,56 segundos, unas trece notas por segundo. En la segunda ocasión, en diciembre de 2008, en una demostración para el Guinness World Records Show, Garrett consiguió tocar la pieza en tan sólo 65,26 segundos. 
También en 2008 recibió el premio de ECHO Klassik Klassik ohne Grenzen.

### Final de la liga de campeones
Justo antes del inicio de la final de la Liga de Campeones de la UEFA 2011-2012, celebrada en Múnich, David Garrett acompañó al tenor alemán Jonas Kaufmann en su interpretación desde el terreno de juego del himno de la Liga de Campeones de la UEFA, realizada por Matt Clifford.

## Discografía
La siguiente lista es un resumen de la discografía de David Garrett
- 1995: Mozart: Violinkonzerte KV 218 und 271a, Sonate für Klavier und Violine B-Dur KV 454
- 1995: Violin Son
- 1997: Paganini Caprices
- 2001: Tchaikovsky, Conus: Violin Concertos
- 2002: Pure Classics
- 2006: Free
- 2007: Virtuoso
- 2008: Encore
- 2009: David Garrett (USA)
- 2009: David Garrett live in Concert & in Private (Germany, Switzwerland, Australia Only)
- 2009: Classic Romance
- 2010: Rock Symphonies (US/Canada)
- 2011: Rock Symphonies - Live... On a Summer Night (US/Canada)
- 2011: Legacy.
- 2012: Music: Live in Concert
- 2013: Garrett Vs. Paganini
- 2014: Timeless
- 2015: Explosive
- 2017: Rock revolution
- 2018: Unlimited Greatest Hits
- 2020: Alive - My Soundtrack
- 2022: Iconic
- 2024: Millenium Symphony

### En el cine
- 2005: A New World - "Cinema Paradiso", con Will Martin.
- 2008: Tenor at the Movies - "Parla Piu Piano" (de El Padrino) y "Se" (de Cinema Paradiso), con Jonathan Ansell.
- 2013: El violinista del diablo - David Garrett es el protagonista de esta película, interpretando a Niccolò Paganini.